# Felletár József
Felletár József (Vinga, 1893. szeptember 15. – Hódmezővásárhely, 1972. december 11.) magyar szülész-nőgyógyász, kórházi főorvos. Nagybátyja Felletár Emil (1834–1917) volt.

## Életpályája
Szülei: Felletár Nándor (1851–1935) Vinga polgármestere és Filkovich Lujza (1864–1930) voltak. Középiskolai tanulmányait Pesten és Aradon végezte el. Egyetemi tanulmányait – amelyet az első világháború megszakított – Budapesten végezte el. Az első világháborúban hadnagyként szolgált az orosz fronton. 1919-ben doktorált. 1919–1928 között Budapesten a női klinika gyakornoka volt. 1923-ban Tóth István tanársegédje volt. 1928–1945 között Makó volt szülész-nőgyógyász főorvos. 1944 nyarán Uray Vilmostól átvette a makói kórház vezetését. 1944 őszén Diósszilágyi Sámuel lett a kórház új igazgatója. A második világháborúban katonaorvosként dolgozott. 1945–1948 között Aidenbach-i járás közorvosa volt. 1948-ban tért haza Magyarországra. A határnál megállították a tehervagont és leszállították róla. Az ÁVH kihallgatta, letartóztatta, majd pár nap múlva elengedték. Makón lakóházát és minden tárgyát lefoglalták. A makói kórházban sem dolgozhatott. Feljelentették, 1948-ban ismét az ÁVH elé került. 1949-ben tanúként kihallgatták, majd 8 hónapra elítélték. 1950-ben felmentették. 1951–1962 között Hódmezővásárhelyen dolgozott, mint szülész-nőgyógyász főorvos.
Sírja a makói római katolikus temetőben található.

## Magánélete
1930 áprilisában házasságot kötött Demkó-Belánszky Margittal (1896-1978). Két fiuk született: Felletár Béla (1932–1998) és László (1935-?).